# Dèmocles d'Atenes
Dèmocles (en llatí Democles, en grec antic Δημοκλῆς) fou un orador atenenc contemporani de Demòcares, al que es va oposar. Va viure al segle iv aC.
Va ser deixeble de Teofrast i és conegut principalment per la defensa dels fills de Licurg contra les calúmnies de Merocles i Menesecme (Moerocles i Menesaechmus), segons diu Plutarc. Alguns discursos es van conservar per un temps, però després es van perdre. Dionís d'Halicarnàs i Suides l'anomenen Demòclides i podria haver estat l'arcont atenenc de l'any 316 aC que portava aquest nom, segons Diodor de Sicília.